# Pisa Sporting Club 1959-1960
Questa voce raccoglie le informazioni riguardanti il Pisa Sporting Club nelle competizioni ufficiali della stagione 1959-1960.

## Rosa
| N. |                   | Ruolo | Calciatore              |
| -- | ----------------- | ----- | ----------------------- |
|    | Italia (bandiera) | P     | Pietro Arisi            |
|    | Italia (bandiera) | C     | Roberto Balestri        |
|    | Italia (bandiera) | A     | Emiliano Bengasi        |
|    | Italia (bandiera) | D     | Walter Beretta          |
|    | Italia (bandiera) | A     | Guido Bona              |
|    | Italia (bandiera) | C     | Severio Carpita         |
|    | Italia (bandiera) | A     | Virginio De Paoli       |
|    | Italia (bandiera) | D     | Arnaldo Felloni         |
|    | Italia (bandiera) | A     | Franco Ghiadoni         |
|    | Italia (bandiera) | A     | Massimiliano Lucchesini |

| N. |                   | Ruolo | Calciatore        |
| -- | ----------------- | ----- | ----------------- |
|    | Italia (bandiera) | A     | Giuseppe Malavasi |
|    | Italia (bandiera) | C     | Romano Marinai    |
|    | Italia (bandiera) | D     | Egidio Martini    |
|    | Italia (bandiera) | C     | Valentino Morelli |
|    | Italia (bandiera) | P     | Nello Orlandi     |
|    | Italia (bandiera) | C     | Alfonso Sicurani  |
|    | Italia (bandiera) | C     | Alberto Tellini   |
|    | Italia (bandiera) | A     | Giuliano Turatti  |
|    | Italia (bandiera) |       | Graziano Vannozzi |
|    | Italia (bandiera) | D     | Raffaello Vescovi |